# Pic Blanca
Le pic Blanca est un sommet s'élevant à 4 372 m d'altitude au Colorado, aux États-Unis. C'est le quatrième plus haut sommet de l'État et des montagnes Rocheuses, et le point culminant des monts Sangre de Cristo. Son nom chez les Navajos est Sisnaajiní, la « montagne sacrée de l'est ». Elle figure sur le grand sceau de la nation navajo comme une série de pics blancs.